# Андердаун, Эмили
Э́мили А́ндердаун (англ. Emily Underdown; 1863―1947) ― английская писательница и поэтесса. Ныне является наиболее известной в основном за свои труды по популяризации ..творчества Данте Алигьери (1265―1321) и по своим произведениям для детей. Многие ее произведения были написаны под псевдонимом Норли Честер (англ. Norley Chester) ― это имя, как представляется, было позаимствовано из названия деревня Норли, графство Чешир, что располагается недалеко от города Честер. Использование псевдонимов было обычной практикой среди женских писателей того времени. Она также иллюстрировала книгу The Pageant of The Year: A Garden Record In Verse.
По словам литературного критика Чосера, Андердаун «…является, пожалуй, самым вдумчивым автором для детей… она проделала сложную работу, и … написала одну из самых продуманных серий книг, которая представляет собой большой интерес с философской и исторической точек зрения».
Она также известна как «поэтесса-фронтовик» Пепо своему произведению «The gifts of war», написанному в годы Первой мировой войны.

## Биография
Эмили Андердаун родилась 28 июля 1863 в Хайер Бротон, Ланкашир, Англия. Ее родителями были лейтенант-полковник Роберт Джордж Андердаун и Лидия Андердаун (урожденная Дакомб). Она была вторым из четырех детей. Не так много известно о ее ранней жизни, кроме того, что она окончила Университетский колледжа в Лондоне в 1898 году. Она жила в Ланкашире и Йоркшире в ранние годы своей жизни, переезхав в Лондон в какой-то момент после 1901 года. Замужем не состояла.
Умерла в Лондоне 5 сентября 1947 года. Ее брат, Герберт Уильям Андердаун (родился 8 июля 1864; Чартерхаус; Кембридж (Пембертон), был известным адвокатом, антикваром и учёным.

## Избранная библиография

### Книги
- Olga's Dream: a nineteenth-century fairy tale by Norley Chester, from original illustrations designed specially by Harry Furniss and Irving Montagu; London: Skeffington & Son, 1892.
- The Carved Box: a story from Switzerland, London, Glasgow and Dublin: Blackie & Son Ltd, 1894.
- The Story of Fancy by Norley Chester. Chapter VIII in Aunt Mai's Annual by Fanny Hanson, Ernst von Wildenbruch, Aunt Mai, Bessie Green, Emily Underdown, M. Hoysted and (editor) Mrs. Francis F. Steinthal. Illustrated by Alice Mitchell. Westminster, London: Archibald Constable and Co., 1894 .
- Dante Vignettes, Elliot Stock, 1895.
- Peter, der Holzschnitzer. Berlin: Christl. Zeitschriftenver, 1896. German language.
- Stories from Dante, London/New York: F. Warne and Co., 1898.
- Songs and Sonnets, London: Elliot Stock, 1899.
- A Plain Woman's Part, London: Edward Arnold, 1900.
- Lohengrin: retold from Wagner. With Richard Wagner. London: T. Nelson, 1900
- Dante and Beatrice, a play founded on incidents in Dante's Vita Nuova. London: S. Sonnenschein & Co., 1903.
- A Double Crown by Norley Chester (p. 174-) in “The Passing of Victoria. The Poets’ Tribute”, containing poems by Thomas Hardy, V. E. Henley, A. C. Benson, Sir Lewis Morris, Flora Annie Steel, Violet Fane and others. Edited by J. A. Hammerton. London: Horace Marshall & Son.
- Cristina: a romance of Italy in olden days. London: Swan Sonnenschein, 1903.
- Mick, An Ugly Dog. No publisher, 1905.
- Medallions from Early Florentine History, London: Swan Sonnenschein, 1906, viii + 254 pp.
- Knights of the Grail: Lohengrin, Galahad. London and New York: T. Nelson, 1908.
- Tristram and Iseult, by Emily Underdown in The Girl's Budget of Short Stories (Jean McIntosh, ed.), Thomas Nelson & Sons, 1912.
- The Rose and the Ring, London, Edinburgh, Dublin and New York: Thomas Nelson & Sons, 1912.
- A Hero's Helpmeet and Other Stories, Thomas Nelson & Sons, 1913.
- Stories from Chaucer, Thomas Nelson & Sons, 1913.
- The Dumb Princess, London: Thomas Nelson & Sons, 1913.
- The Gateway To Chaucer, Thomas Nelson, 1914.
- War Songs, London: Riley, 1914.
- Anita Garibaldi, by Emily Underdown in Wild Thyme (Mrs Herbert Strang, ed.). Oxford University Press, 1918.
- The Adventures of Don Quixote, Thomas Nelson & Sons, 1921. Abridged and adapted for children.
- Three northern romances: Siegfried-Lohengrin-Undine. Old Tales Retold. With Richard Wilson. London: Thomas Nelson, 1925.
- Stories from William Morris, Thomas Nelson & Sons, 1925. Previously published as Gateway To Romance, this is a retelling of a selection of stories from The Earthly Paradise by William Morris.
- The Pageant of The Year A Garden Record In Verse, Simkin, Marshall, Hamilton, Kent & Co, 1924. Illustrated by Emily Underdown.
- The Approach to Chaucer, Nelson, 1926.
- The Approach to Spenser, London: Thomas Nelson & Sons, 1932.

### Эссе (под псевдонимом Норли Честер)
- "Early Tuscan Poets", in Sylvanus Urban (ed.), Gentleman's Magazine, London: Chatto & Windus, 1899 (pp. 329–339).
- "How I didn’t become an Author". An essay in the Temple Bar Journal; reproduced in “The Living Age”, 7th series, Vol. VIII, July, August and September 1900. Published by Living Age Co., 1900. Editors Eliakim Littell and Robert S. Littell. Vol. 226.
- "Historical Influences of the 'Divine Comedy'", in Sylvanus Urban (ed.), Gentleman’s Magazine, Vol. CCLXXXVIII, January to June 1900, London: Chatto & Windus, 1900 (pp. 167–176). Originally in February 1900 edition of Gentleman’s Magazine.